# Bobovdol
Bobovdol (bulgariska: Бобовдол) är en ort i Bulgarien.   Den ligger i kommunen Obsjtina Bobovdol och regionen Kjustendil, i den västra delen av landet, 40 km sydväst om huvudstaden Sofia. Bobovdol ligger 703 meter över havet och antalet invånare är 6 184.
Terrängen runt Bobovdol är huvudsakligen kuperad, men söderut är den platt. Närmaste större samhälle är Dupnitsa, 14,0 km sydost om Bobovdol.
I omgivningarna runt Bobovdol växer i huvudsak lövfällande lövskog. Runt Bobovdol är det ganska tätbefolkat, med 96 invånare per kvadratkilometer.